# Кобринська вулиця (Київ)
Ко́бринська ву́лиця — зникла вулиця, що існувала в Дніпровському районі міста Києва, місцевість Соцмісто. Пролягала від Празької вулиці до вулиці Павла Усенка. 

## Історія
Виникла у 50-ті роки ХХ століття під назвою Нова. Назву Кобринська вулиця набула 1957 року.
Ліквідована наприкінці 1980-х років у зв'язку із розширенням промислової зони. 
Перший квартал колишньої Кобринської вулиці (від Празької вулиці до вулиці Володимира Сосюри) існує і дотепер у складі вулиці Володимира Сосюри. 